# Beltany

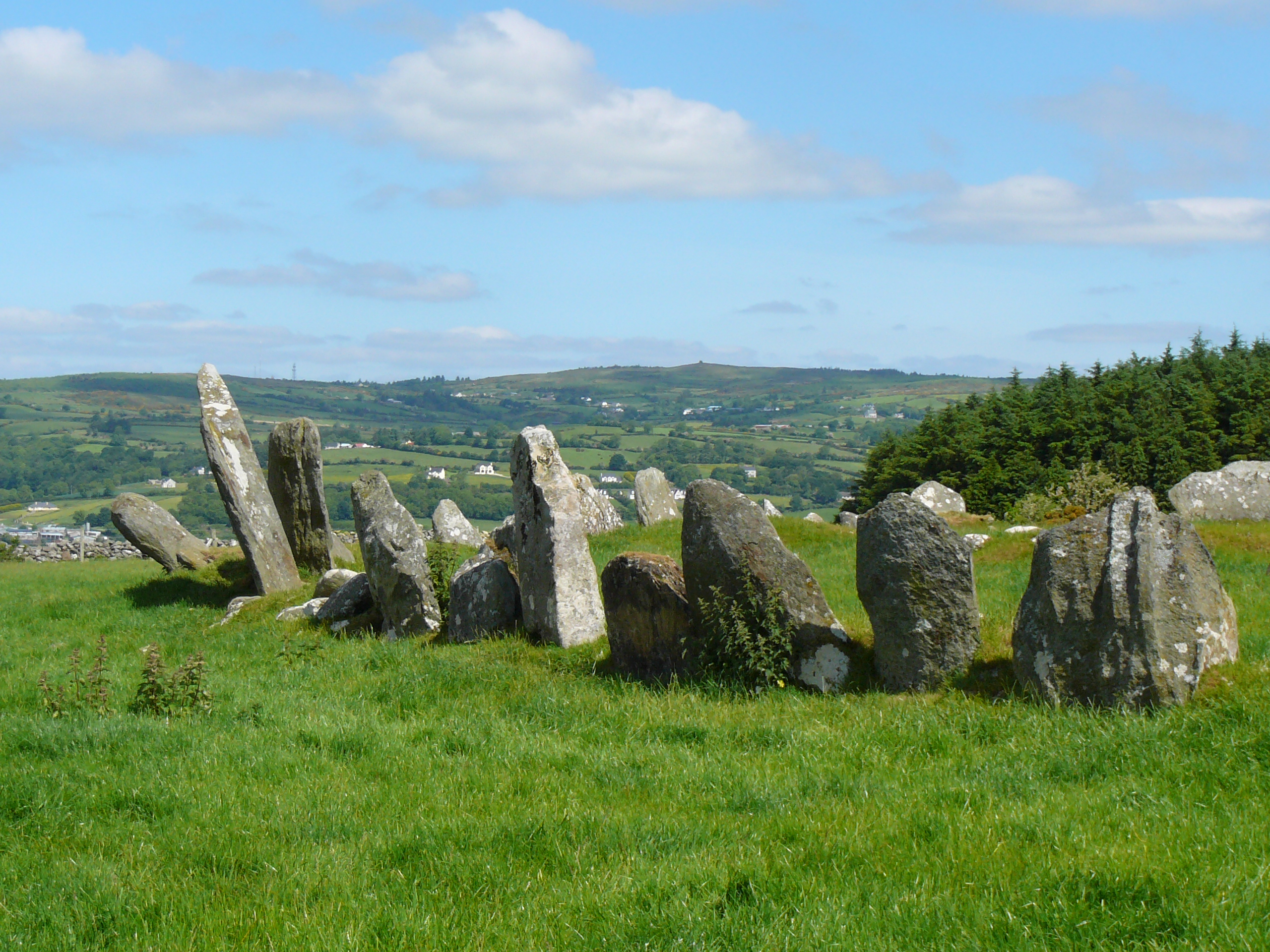
Der Steinkreis von Beltany ist der größte der Steinkreise in Ulster

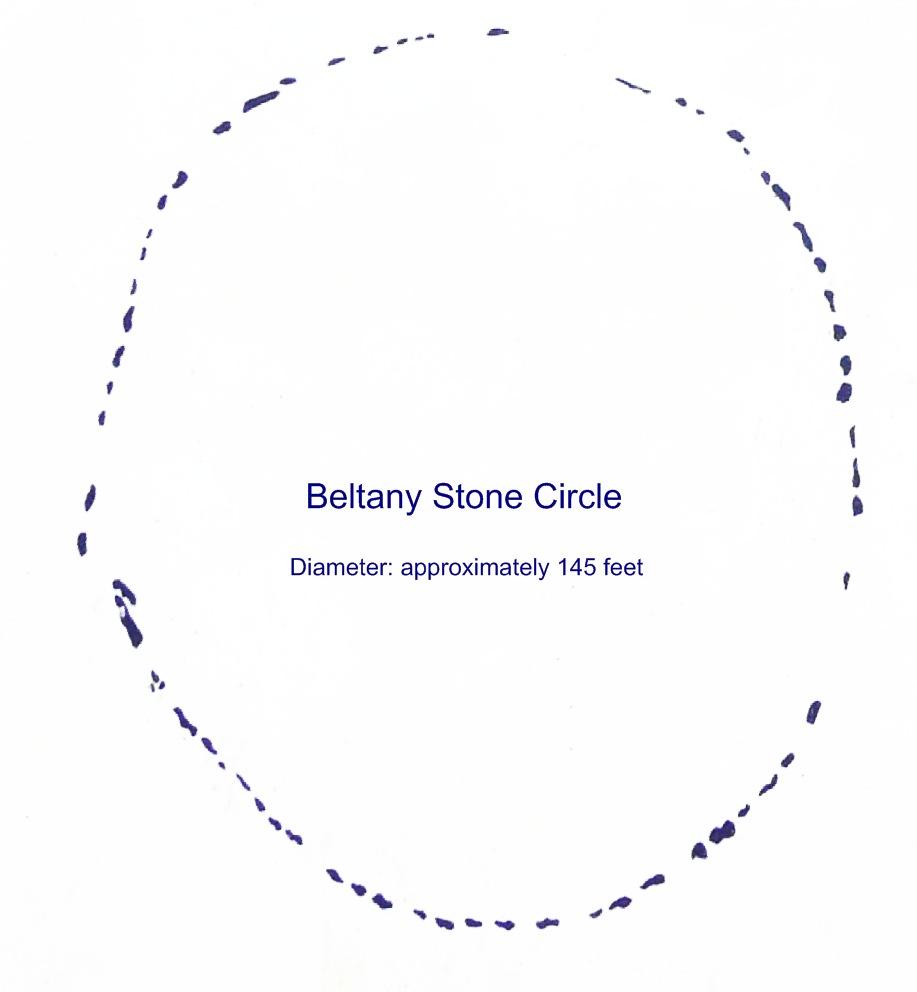
Diagramm des Steinkreises (Beltany Stone Circle)

Der Steinkreis von Beltany (irisch An Bhealtaine) oder Beltany Tops liegt rund drei Kilometer südlich von Raphoe im County Donegal in Irland. 
Der Name Beltany geht auf das keltische Fruchtbarkeitsfest Beltane  oder Beltaine zurück.
Der Steinkreis hat einen Durchmesser von mehr als 44 Metern und besteht aus 64 erhaltenen Steinen auf einer 1 bis 1,2 Meter hohen Plattform auf einem Hügel, genannt Tops. Ursprünglich könnte der Kreis aus 80 Steinen bestanden haben.
Die Steine mit einer durchschnittlichen Höhe von 1,6 m stehen eng nebeneinander und bilden einen Ring um die im Inneren liegende Plattform (ein niedriger Grabhügel). Sie weisen damit Parallelen zu den 100 km südwestlich gelegenen Megalithanlagen von Carrowmore auf. Einige der Passage Tombs von Carrowmore besitzen noch den charakteristischen Steinring, der die Begrenzung des Cairns bildet. Beltany wird daher als eine Übergangsform zwischen Passage Tomb und Steinkreis angesehen. Aubrey Burl (1926–2020) nimmt an, dass es sich bei Beltany um einen der ersten Steinkreise handelt, der vor 3000 v. Chr. entstanden ist. Andere ordnen ihn in die irische Bronzezeit (1400-800 v. Chr.) ein. 